# Кайшань
Храм Кайшань (кит. трад. 開善寺, упр. 开善寺, пиньинь Kāishàn Sì) — буддийский храм, расположенный в посёлке Синьчэн уезда Гаобэйдянь, провинция Хэбэй. Первые сооружения храма были построены во времена империи Тан, и он расстраивался в последующие века. В XX веке, главный зал храма, построенный в 1033 году, во время Ляо, использовался в качестве школы и зернохранилища. В 2002 году здесь прошла реставрация, завершившаяся к 2007 году.

## История
Храм был основан во времена империи Тан, до появления деревни Синьчэн в 832 году. С появлением в 929 году деревни, храм оказался на северо-восточной ее стороне. Среди местных жителей храм известен  как Дасы, что буквально означает Большой храм. Самым старым сохранившимся зданием является главный зал, датируемый 1033 годом.

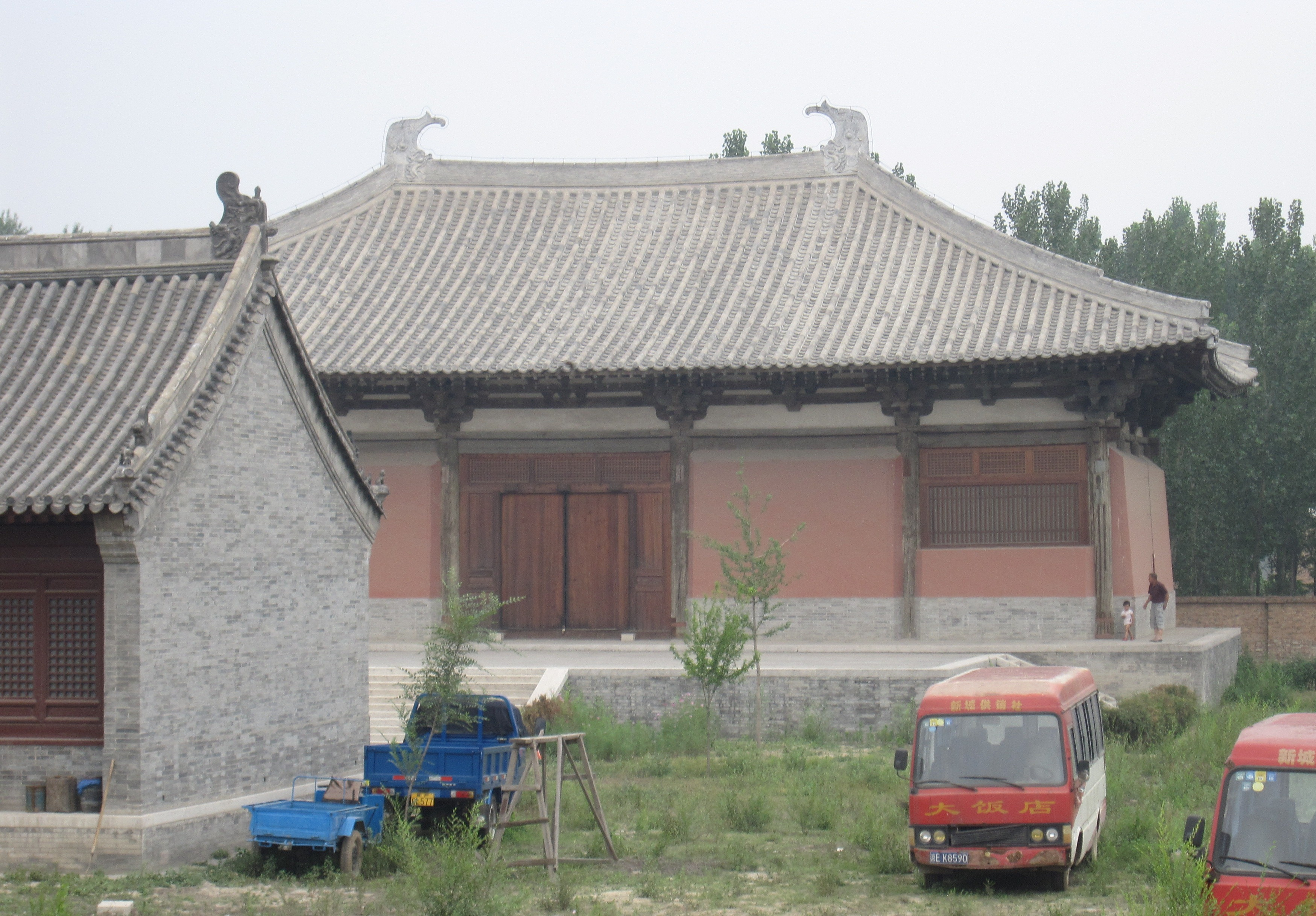
Главный зал храма

К XVI веку храм стал очень большим, однако к началу XX века он находился в состоянии упадка. В 1928 году главный зал был переоборудован под школу, и перестал функционировать как храм. Во время Культурной революции, множество домов были построены на территории храма, нарушив его окружение. В 2001 году стартовал проект, финансируемый правительством, по восстановлению с целью возвращения храма в прежнее состояние.

## Главный зал
Главный зал, или зал Махавира (кит. упр. 大雄宝殿, пиньинь Dàxíongbǎo Diàn, Дасюнбао Дянь), имеет размеры 30,4 на 18,5 метров. Он построен на каменном фундаменте высотой  1,11 метра, и имеет большой юэтай перед ним, размером 27,6 на 11,4 метров. Колонны, выходящие из каменного основания, поддерживают массивные карнизы. Задние и боковые колонны склоняются к внутренней части зала, это особенность китайской архитектуры времен империи Юань. До его преобразования в 1928 году в школу, в зале, вероятно, располагалась статуя Гуаньинь, с четырьмя бодхисаттвами по обе стороны, а также архатами по бокам зала.